# Hello Saferide
Hello Saferide ist eine schwedische Indiepop-Band um die am 22. November 1977 in Östersund geborene Sängerin Annika Norlin.

## Bandgeschichte
Bereits im Alter von acht Jahren schrieb Annika Norlin ihre ersten Lieder, schlug jedoch zunächst eine journalistische Laufbahn ein. 2004 erschien bei Groover Recordings die Compilation Jeans & Summer 2 in Schweden. Die positive Resonanz, die sie daraufhin erhielt, verhalf ihr zu einem Plattenvertrag. Sie brachte verschiedene Singles heraus und spielte Konzerte; da sie zu diesem Zeitpunkt noch keine eigene Band hatte, wurde sie zunächst von Freunden unterstützt. Schließlich brachte sie 2005 in Schweden ihr erstes Album Introducing… Hello Saferide heraus. Sie stellte nahezu zeitgleich ihre Band zusammen: Maia Hirasawa (Tamburin), Andreas Söderlund (Gitarre, Keyboard), Jens Lagergren (Bass) und Fredrik Hultgren (Drums). Mit diesen bildet sie fortan die Band Hello Saferide; sie komponieren zusammen, bringen Singles heraus und gehen in Europa auf Tour.
2007 und 2010 veröffentlichte Annika Norlin unter dem Bandnamen „Säkert!“ jeweils ein Album in schwedischer Sprache.

## Diskografie

### Alben
- 2005: Introducing… Hello Saferide
- 2008: More Modern Short Stories
- 2014: The Fox, the Hunter and Hello Saferide

### Alben alsSäkert!
- 2007: Säkert!
- 2010: Facit
- 2011: På Engelska
- 2017: Däggdjur

### Singles / EPs
- 2005: My Best Friend
- 2005: If I Don’t Write This Song Someone I Love Will Die
- 2006: Long Lost Penpal
- 2006: Would You Let Me Play This EP 10 Times a Day?
- 2007: I Was Definitely Made For These Times
- 2008: Anna
- 2008: X Telling Me About the Loss of Something Dear, At Age 16
- 2008: Arjeplog